# Monstrilla typica
Monstrilla typica is een eenoogkreeftjessoort uit de familie van de Monstrillidae. De wetenschappelijke naam van de soort is voor het eerst geldig gepubliceerd in 1849 door Kroyer.